# Wolfgang Linger

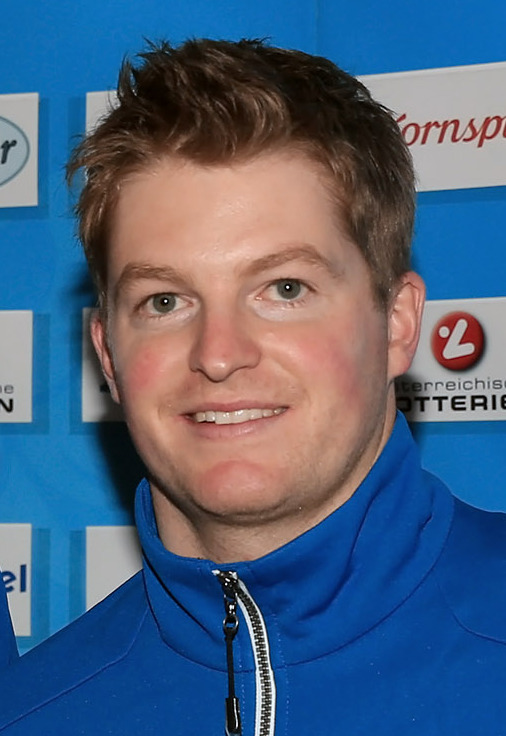
Wolfgang Linger

Wolfgang Linger, född 4 november 1982 i Hall in Tirol, är en rodelåkare från Österrike som har tävlat internationellt sedan år 2000. Han och hans äldre bror Andreas började åka rodel vid unga år, och gjorde sin första tävling i dubbel när de var 14 år.
Vid världsmästerskapen i rodel i Lettland 2003 tog bröderna guldmedaljen i herrarnas dubbel, och var med och tog bronset i lagtävlingen.
Bröderna har två olympiska guld, från OS i Turin 2006 och OS i Vancouver 2010.